# Märzdeportationen 1949 im Baltikum

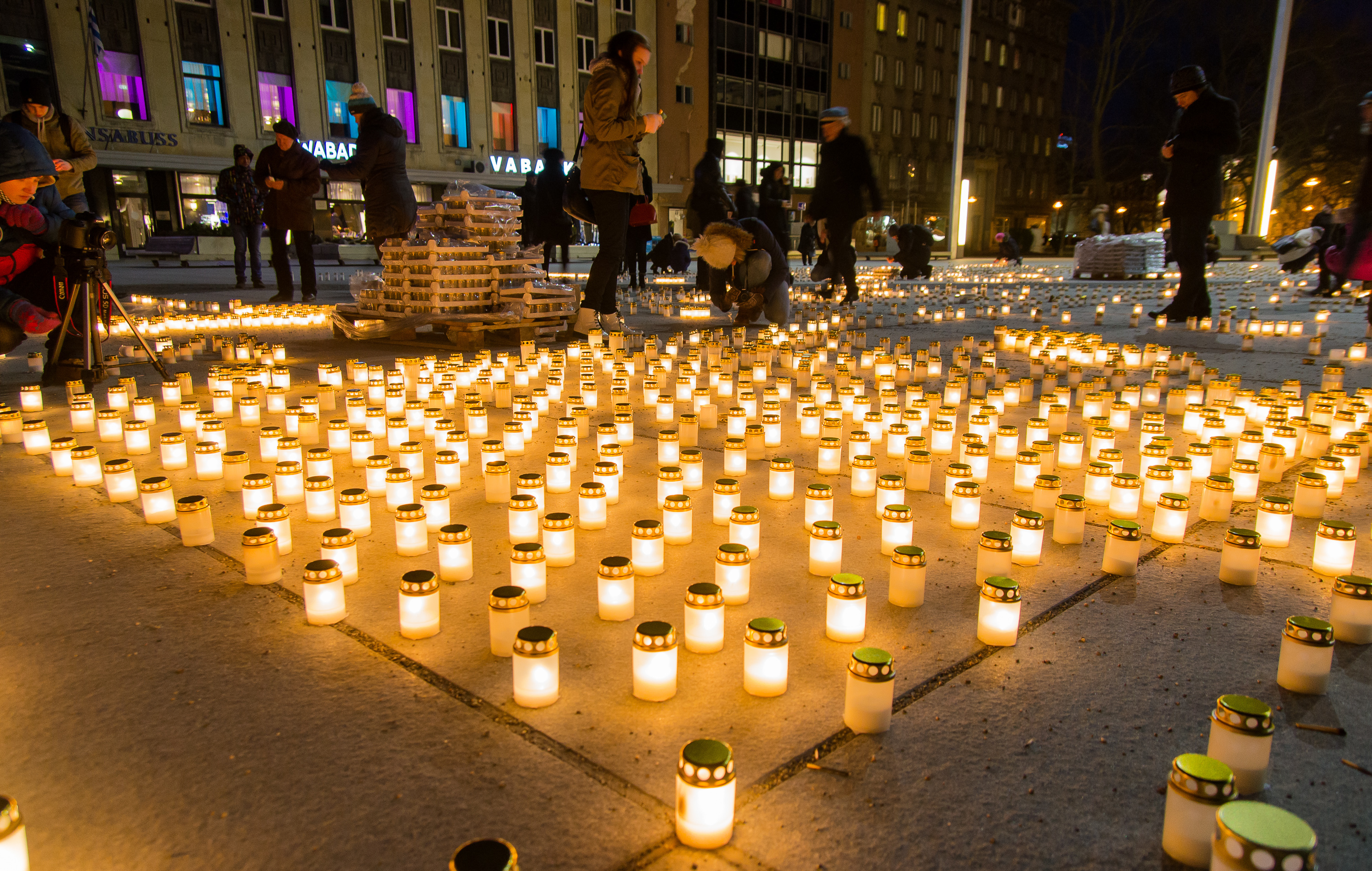
Kerzen auf dem Freiheitsplatz in Tallinn, Estland, zum Gedenken an die Deportationen im März.(2015)

Die Märzdeportationen 1949 waren Massendeportationen von Einwohnern der baltischen Staaten in entlegene Gebiete der Sowjetunion. Die Verhaftungen fanden vom 25. bis zum 28. März 1949 statt. Von den sowjetischerseits „Operation Priboi“ (Brandung, Операция Прибой) genannten Maßnahmen waren etwa 90.000 Menschen betroffen. Mehr als 15.000 Deportierte überlebten die Verschleppung nicht.
Aufgrund der hohen Sterblichkeitsrate der Opfer wird die Aktion in verschiedenen Publikationen als Genozid eingestuft. In einem Urteil von 2006 bezeichnete der Europäische Gerichtshof für Menschenrechte die Vorgänge als Verbrechen gegen die Menschlichkeit.

## Hintergründe
In der stalinistischen Phase der Sowjetunion waren Deportationen und der Terror gegen verschiedene Teile der Bevölkerung integraler Bestandteil der Politik der so genannten Sowjetisierung, weshalb in den 1940 annektierten baltischen Staaten bereits direkt nach der Annexion verschiedene Aktionen zur Vernichtung sogenannter „Volksfeinde“ durchgeführt worden waren. Nach dem Ende des Zweiten Weltkriegs und der zeitweisen deutschen Besetzung des Baltikums konnten die Waldbrüder genannten nationalen Partisanen im Baltikum mit Unterstützung in großen Teilen der Bevölkerung rechnen. Zur Beseitigung dieses antisowjetischen Widerstandes und seiner sozialen Basis in der Bevölkerung sowie zur Stalinisierung der baltischen Länder und zur Durchsetzung der Zwangskollektivierung wurde nach der Festigung der sowjetischen Herrschaft ab 1948 eine der größten Deportationen der Stalin-Ära geplant.
In dem Geheimbeschluss № 390-138ss vom 29. Januar 1949 bestätigte der Ministerrat der UdSSR die Pläne zur Deportation von „Kulaken, Nationalisten, Banditen“ sowie deren Unterstützern und Familien aus Litauen, Lettland und Estland.
Der Oberbefehl wurde dem Generalleutnant des Ministeriums für Staatssicherheit (MGB) Pjotr Burmak übertragen. Neben der Bereitstellung von 66 Güterzügen und etwa 8400 Kraftwagen wurden die Streitkräfte um 8850 zusätzliche Soldaten verstärkt. An der Ausführung selbst waren 76.212 Personen beteiligt. Es handelte sich dabei um Angehörige der Vernichtungsbataillone (Einheiten zur Partisanenbekämpfung), inneren Streitkräften des MGB, Aktivisten der kommunistischen Partei sowie professionelle Tschekisten. Gruppen von 9 bis 10 Mann, zu denen jeweils 3 MGB-Agenten (Troika) gehörten, sollten gegen die auf speziellen Listen erfassten Familien vorgehen.

## Ausführung
Betroffen war vor allem die ländliche Bevölkerung. Trotz der Geheimhaltung waren Gerüchte durchgesickert, sodass es vielen gelang, sich in den kritischen Tagen zu verstecken. Laut Befehl sollten Minderjährige und Nichtarbeitsfähige verschont bleiben. In der Praxis wurden allerdings alle angetroffenen Familienmitglieder verhaftet und mit Kraftwagen zu den Verladebahnhöfen gebracht, wo die Betroffenen in zuvor präparierte Güterwaggons gepfercht wurden. Als Resultat waren etwa 28,6 % Kinder unter 16 Jahren unter den Opfern. Im Gegensatz zu den Deportationen von 1940/41 wurden die Familien meistens nicht getrennt. Oft blieb keine Zeit zum Zusammenpacken des erlaubten beweglichen Eigentums; alles Zurückgebliebene wurde beschlagnahmt.
| Umfang der Deportationen | Umfang der Deportationen | Umfang der Deportationen | Umfang der Deportationen |
| Republik                 | Familien                 | Personen                 | Transportzüge            |
| ------------------------ | ------------------------ | ------------------------ | ------------------------ |
| Estland                  | 7.488                    | 20.713                   | 15                       |
| Lettland                 | 13.624                   | 42.149                   | 31                       |
| Litauen                  | 9.518                    | 31.917                   | 20                       |
| Gesamt                   | 30.630                   | 94.779                   | 66                       |

| Geschlecht und Alter der Opfer | Geschlecht und Alter der Opfer | Geschlecht und Alter der Opfer |
|                                | Anzahl                         | Prozentsatz (%)                |
| ------------------------------ | ------------------------------ | ------------------------------ |
| Männer                         | 25.708                         | 27,1                           |
| Frauen                         | 41.987                         | 44,3                           |
| Kinder (unter 16 Jahren)       | 27.084                         | 28,6                           |
| Gesamt                         | 94.779                         | 100,0                          |

Die Ausladebahnhöfe befanden sich in den Gebieten Irkutsk, Omsk, Tomsk, Krasnojarsk, Nowosibirsk und Amur. Die meisten Deportierten wurden Kolchosen zugeteilt, auf denen sie zu arbeiten hatten. Die Verbannung galt auf ewige Zeiten, ein Wechsel des Wohnortes war verboten und sie mussten sich regelmäßig in der Kommandantur registrieren lassen. Die harten Lebensumstände führten besonders in den ersten Jahren zu hohen Todesraten und niedrigen Geburtenziffern.

## Nachwirken
Nach dem Tod Josef Stalins 1953 konnten erste Verbannte in ihre Heimat zurückkehren. Unter Nikita Chruschtschow erfolgte 1957 eine allgemeine Rehabilitierung der Verurteilten. Trotzdem hatten viele der Zurückgekehrten mit Einschränkungen und Diskriminierung zu kämpfen. Eine Rückgabe des beschlagnahmten Eigentums erfolgte nicht. Seit der Wiederherstellung der Unabhängigkeit nach 1990 wurden in den baltischen Ländern in vielen Ortschaften Mahnmale zum Gedenken an die Deportationen errichtet.